# Павлюченкова Анастасія Сергіївна
Анастасія Сергіївна Павлюченкова (рос. Анастасия Сергеевна Павлюченкова, 3 липня 1991) — російська тенісистка, багаторазовий переможець турнірів Великого шолома в одиночному розряді серед дівчат.
Павлюченкова двічі перемагала серед юніорок на Відкритому чемпіонаті Австралії (2006 і 2007) і один раз на Відкритому чемпіонаті США (2006). Її кар'єра в дорослому тенісі  не настільки успішна, однак у вересні 2010 року вона вперше потрапила до чільної двадцятки рейтингу WTA. 
Усе ж Павлюченкова добиралася до чвертьфіналів усіх турнірів Великого шолома як в одиночному, так і парному розрядах. Граючи за Росію у Fed Cup вона має співвідношення виграшів-програшів 9-10.

## Значні фінали

### Прем'єрні обов'язкові та з чільних 5-ти

#### Парний розряд: 1 (1 титул)
| Результат | Рік  | Турнір | Поверхня | Партненка      | Супротивниці              | Рахунок  |
| --------- | ---- | ------ | -------- | -------------- | ------------------------- | -------- |
| Перемога  | 2013 | Мадрид | Ґрунт    | Луціє Шафарова | Кара Блек Марина Еракович | 6–2, 6–4 |

## Статистика

### Історія виступів на турнірах Великого шолома

#### Одиночний розряд
| Турнір          | 2005 | 2006 | 2007 | 2008 | 2009 | 2010 | 2011 | 2012 | 2013 | 2014 | 2015 | 2016 | 2017 | 2018 | 2019 | Усп    | В–П   | %   |
| --------------- | ---- | ---- | ---- | ---- | ---- | ---- | ---- | ---- | ---- | ---- | ---- | ---- | ---- | ---- | ---- | ------ | ----- | --- |
| Australian Open | A    | A    | К3   | К2   | 1к   | 2к   | 3к   | 2к   | 1к   | 3к   | 1к   | 1к   | ЧФ   | 2к   | ЧФ   | 0 / 11 | 15–11 | 58% |
| French Open     | A    | A    | A    | 2к   | 3к   | 3к   | ЧФ   | 3к   | 2к   | 2к   | 1к   | 3к   | 2к   | 2к   | 1к   | 0 / 12 | 17–12 | 59% |
| Wimbledon       | A    | A    | 1к   | 3к   | 2к   | 3к   | 2к   | 2к   | 1к   | 1к   | 2к   | ЧФ   | 1к   | 1к   | 1к   | 0 / 13 | 12–13 | 50% |
| US Open         | A    | A    | К2   | 2к   | 1к   | 4к   | ЧФ   | 2к   | 3к   | 2к   | 2к   | 3к   | 1к   | 1к   |      | 0 / 11 | 15–11 | 58% |
| Ви–Пр           | 0–0  | 0–0  | 0–1  | 4–3  | 3–4  | 8–4  | 11–4 | 5–4  | 3–4  | 4–4  | 2–4  | 8–4  | 5–4  | 2–4  | 4–3  | 0 / 47 | 59–47 | 56% |

#### Doubles
| Турнір          | 2008 | 2009 | 2010 | 2011 | 2012 | 2013 | 2014 | 2015 | 2016 | 2017 | 2018 | 2019 | В-П   |
| --------------- | ---- | ---- | ---- | ---- | ---- | ---- | ---- | ---- | ---- | ---- | ---- | ---- | ----- |
| Australian Open | A    | 1к   | 1к   | 1к   | 1к   | ЧФ   | 1к   | 3к   | 3к   | 3к   | 1к   | 1к   | 9–11  |
| French Open     | A    | 3к   | 1к   | 2к   | 1к   | ЧФ   | 2к   | 2к   | A    | 3к   | 2к   | 1к   | 11–10 |
| Вімблдон        | A    | 2к   | 3к   | 1к   | 1к   | 1к   | ЧФ   | 3к   | A    | A    | 1к   | A    | 8–8   |
| US Open         | 1к   | 1к   | 2к   | 2к   | 1к   | 3к   | 2к   | ЧФ   | A    | 3к   | ЧФ   |      | 13–10 |
| Ви–Пр           | 0–1  | 3–4  | 3–4  | 2–4  | 0–4  | 8–4  | 5–4  | 8–4  | 2–1  | 6–3  | 4–4  | 0–2  | 41–39 |

## Фінали турнірів WTA

### Одиночний розряд: 21 (12 титулів, 9 поразок)
| Легенда                      |
| ---------------------------- |
| Турніри Великого шлему (0–1) |
| Турніри WTA 1000 (0–0)       |
| Турніри WTA 500 (2–5)        |
| Турніри WTA 250 (10–3)       |

| Фінали за покриттям |
| ------------------- |
| Тверде (9–8)        |
| Трава (0–0)         |
| Ґрунт (3–1)         |
| Килим (0–0)         |

| Результат | В-П  | Дата     | Турнір                                                 | Категорія     | Покриття   | Опонент              | Рахунок                      |
| --------- | ---- | -------- | ------------------------------------------------------ | ------------- | ---------- | -------------------- | ---------------------------- |
| Перемога  | 1–0  | Бер 2010 | Monterrey Open, Мексика                                | International | Тверде     | Даніела Гантухова    | 1–6, 6–1, 6–0                |
| Перемога  | 2–0  | Сер 2010 | Istanbul Cup, Туреччина                                | International | Тверде     | Олена Весніна        | 5–7, 7–5, 6–4                |
| Перемога  | 3–0  | Бер 2011 | Monterrey Open, Мексика (2)                            | International | Тверде     | Єлена Янкович        | 2–6, 6–2, 6–3                |
| Поразка   | 3–1  | Сер 2012 | Washington Open, США                                   | International | Тверде     | Магдалена Рибарикова | 1–6, 1–6                     |
| Поразка   | 3–2  | Січ 2013 | Brisbane International, Австралія                      | Premier       | Тверде     | Серена Вільямс       | 2–6, 1–6                     |
| Перемога  | 4–2  | Кві 2013 | Monterrey Open, Мексика (3)                            | International | Тверде     | Анджелік Кербер      | 4–6, 6–2, 6–4                |
| Перемога  | 5–2  | Тра 2013 | Estoril Open, Португалія                               | International | Ґрунт      | Карла Суарес Наварро | 7–5, 6–2                     |
| Поразка   | 5–3  | Вер 2013 | Hansol Korea Open Tennis Championships, Південна Корея | International | Тверде     | Агнешка Радванська   | 7–6(8–6), 3–6, 4–6           |
| Перемога  | 6–3  | Лют 2014 | Париж, Франція                                         | Premier       | Тверде (i) | Сара Еррані          | 3–6, 6–2, 6–3                |
| Перемога  | 7–3  | Жов 2014 | Кубок Кремля, Росія                                    | Premier       | Тверде (i) | Ірина-Камелія Бегу   | 6–4, 5–7, 6–1                |
| Поразка   | 7–4  | Сер 2015 | Washington Open, США                                   | International | Тверде     | Слоун Стівенс        | 1–6, 2–6                     |
| Перемога  | 8–4  | Жов 2015 | Linz Open, Австрія                                     | International | Тверде (i) | Анна-Лена Фрідзам    | 6–4, 6–3                     |
| Поразка   | 8–5  | Жов 2015 | Kremlin Cup, Росія                                     | Premier       | Тверде (i) | Світлана Кузнецова   | 2–6, 1–6                     |
| Перемога  | 9–5  | Кві 2017 | Monterrey Open, Мексика (4)                            | International | Тверде     | Анджелік Кербер      | 6–4, 2–6, 6–1                |
| Перемога  | 10–5 | Тра 2017 | Гран-прі принцеси Лалли Мер'єм, Марокко                | International | Ґрунт      | Франческа Ск'явоне   | 7–5, 7–5                     |
| Поразка   | 10–6 | Вер 2017 | Toray Pan Pacific Open, Японія                         | Premier       | Тверде     | Каролін Возняцкі     | 0–6, 5–7                     |
| Перемога  | 11–6 | Жов 2017 | Hong Kong Tennis Open, КНР                             | International | Тверде     | Дарія Савілл         | 5–7, 6–3, 7–6(7–3)           |
| Перемога  | 12–6 | Тра 2018 | Internationaux de Strasbourg, Франція                  | International | Ґрунт      | Домініка Цібулкова   | 6–7(5–7), 7–6(7–3), 7–6(8–6) |
| Поразка   | 12–7 | Вер 2019 | Pan Pacific Open, Японія                               | Premier       | Тверде     | Наомі Осака          | 2–6, 3–6                     |
| Поразка   | 12–8 | Жов 2019 | Kremlin Cup, Росія                                     | Premier       | Тверде (i) | Белінда Бенчич       | 6–3, 1–6, 1–6                |
| Поразка   | 12–9 | Чер 2021 | Відкритий чемпіонат Франції з тенісу, Франція          | Grand Slam    | Ґрунт      | Барбора Крейчикова   | 1–6, 6–2, 4–6                |

### Парний розряд: 10 (6 титулів, 4 поразки)
| Легенда        |
| -------------- |
| Grand Slam     |
| WTA 1000 (2–0) |
| WTA 500 (2–2)  |
| WTA 250 (2–2)  |

| Результат | В-П | Дата     | Турнір                                                | Категорія     | Покриття      | Партнер              | Опонент                                  | Рахунок               |
| --------- | --- | -------- | ----------------------------------------------------- | ------------- | ------------- | -------------------- | ---------------------------------------- | --------------------- |
| Перемога  | 1–0 | Тра 2008 | Гран-прі принцеси Лалли Мер'єм, Марокко               | Tier IV       | Ґрунт         | Сорана Кирстя        | Аліса Клейбанова Катерина Макарова       | 6–2, 6–2              |
| Поразка   | 1–1 | Лип 2008 | Internazionali Femminili di Tennis di Palermo, Італія | Tier IV       | Ґрунт         | Алла Кудрявцева      | Нурія Льягостера Вівес Сара Еррані       | 6–2, 6–7(1–7), [4–10] |
| Перемога  | 2–1 | Січ 2011 | Brisbane International, Австралія                     | International | Тверде        | Аліса Клейбанова     | Клаудія Янс-Ігначик Аліція Росольська    | 6–3, 7–5              |
| Перемога  | 3–1 | Кві 2012 | Charleston Open, США                                  | Premier       | Ґрунт (green) | Луціє Шафарова       | Анабель Медіна Гаррігес Ярослава Шведова | 5–7, 6–4, [10–6]      |
| Перемога  | 4–1 | Тра 2013 | Мастерс Мадрид, Іспанія                               | Premier M     | Ґрунт         | Луціє Шафарова       | Кара Блек Марина Еракович                | 6–2, 6–4              |
| Поразка   | 4–2 | Чер 2015 | Rosmalen Grass Court Championships, Нідерланди        | International | Трава         | Єлена Янкович        | Ейджа Мухаммад Лаура Зігемунд            | 3–6, 5–7              |
| Перемога  | 5–2 | Січ 2017 | Sydney International, Австралія                       | Premier       | Тверде        | Тімеа Бабош          | Саня Мірза Барбора Стрицова              | 6–4, 6–4              |
| Поразка   | 5–3 | Кві 2019 | Porsche Tennis Grand Prix, Німеччина                  | Premier       | Ґрунт (i)     | Луціє Шафарова       | Мона Бартель Анна-Лена Фрідзам           | 6–2, 3–6, [6–10]      |
| Перемога  | 6–3 | Тра 2022 | Мастерс Рим, Італія                                   | WTA 1000      | Ґрунт         | Вероніка Кудерметова | Габріела Дабровскі Джуліана Ольмос       | 1–6, 6–4, [10–7]      |
| Поразка   | 6–4 | Січ 2023 | Adelaide International, Австралія                     | WTA 250       | Тверде        | Олена Рибакіна       | Луїза Стефані Тейлор Таунсенд            | 5–7, 6–7(3–7)         |